# ¡Vuelven los García!
¡Vuelven los García! és una pel·lícula mexicana de 1947 dirigida per Ismael Rodríguez Ruelas. La història ens mostra la marcada rivalitat que continua existint entre les famílies García i López ja narrada a Los tres García.

## Trama
Poc després de l'esdevingut en la pel·lícula anterior, Tranquilino és premiat amb tres mil pesos de gratificació, per haver matat als López, però també n'çes és enviat a la presó pel mateix fet.
A dalt, León López i la seva germana Juan Simón (dita així perquè el seu pare volia un altre fill home, així que la va nomenar i va criar com si fos un home) juren davant la tomba dels seus acabar fins amb l'últim García de la terra, i igualment de Tranquilino. León apareix a les noces de José Luis i Lupe, ferint al nuvi, al capellà i a l'àvia; aquesta última mor poc després, i José Luis jura que no es casarà fins a veure mort a l'assassí de la seva àvia.
Després de la mort de la seva àvia, Luis Antonio cau en el vici, i Lupe és l'encarregada, en el lloc de l'àvia, de cuidar a aquest borratxo incurable. Tranquilino surt de la presó i marxa a Guanajuato, seguit de León López, que acaba per matar-lo. Sola a la seva casa, Juan Simón dispara Luis Manuel, que rondava per allí. Lluny el seu germà i ignorant que és un García (i Luis Manuel al mateix temps ignora que Juan Simón és una López), ella el cuida fins que ell recupera la salut i entre ells neix l'amor.
El president municipal prevé a José Luis de la tornada de León López, i li demana que mantingui als seus cosins a casa. Luis Antonio està embriac, i Luis Manuel, després d'alguns dies, surt fugint del costat de Juan Simón, després d'assabentar-se del seu cognom.
León rep la confessió de la seva germana i intenta matar-la, però llavors arriba el sacerdot, que deté a León, qui ordena al capellà emportar-se Juan Simón a la casa dels García ja que considera que ara que Juan Simón ha estat amb Luis Manuel "ara és una García". El senyor capellà s'emporta Juan Simón a la casa dels García, on és rebuda per Lupita, i encara que Juan Simón al principi no vol quedar-se (reacciona malament en veure el retrat de donya Luisa) al final accepta quedar-se. Luis Antonio escapa i va darrere León López; tots dos s'asseuen a parlar a punta de pistola i discuteixen la seva situació: Luis Antonio ja no té voluntat de viure sense la seva àvia i León no pararà fins a haver matat als García, inclosa la seva pròpia germana, però segons Luis Antonio, si es maten entre ells Juan Simón podrà casar-se amb Luis Manuel i José Luis mai serà un assassí; León reflexiona uns moments i arriba a la conclusió que el pla de Luis Antonio és la millor opció per a tots. Tots dos fan un últim brindis i declaren que des d'aquest moment tots dos són amics i es disparen mútuament fins a la mort. Quan Luis Manuel i José Luis arriben, Luis Antonio, a penes viu, els diu que ell i León ja són amics i finalment mor.
La pel·lícula acaba quan es casen José Luis amb Lupe i Luis Manuel amb Juan Simón en unes noces dobles; els esperits de Luis Antonio i donya Luisa observen les noces, però quan estan sortint de l'església (presumptament per a anar al Cel) Luis Antonio es distreu amb una dona bella i la seva àvia el comença a renyar-lo per groller i libidinós; tots dos desapareixen al mateix temps que es continua sentint la veu de donya Luisa mentre renya Luis Antonio.

## Repartiment
| Personatge                   | Actor                 |
| Luis Antonio García          | Pedro Infante         |
| José Luis García             | Abel Salazar          |
| Luis Manuel García           | Víctor Manuel Mendoza |
| Luisa García vídua de García | Sara García           |
| Lupita Smith                 | Marga López           |
| Juan Simón López             | Blanca Estela Pavón   |

## Reconeixement
A la III edició dels Premis Ariel va tenir deus nominacions, tot i que no va guanyar-ne cap.